# Walentina Wasiljewa
Walentina Wasiljewa (ros. Валентина Васильева, ur. w 1921) – radziecka lekkoatletka, specjalistka skoku w dal i sprinterka, dwukrotna medalistka mistrzostw Europy z 1946.
Zdobyła dwa brązowe medale na mistrzostwach Europy w 1946  w Oslo: w skoku w dal,  przegrywając jedynie z reprezentantką Holandii Gerdą Koudijs i swą koleżanką z reprezentacji ZSRR Lidiją Gaile, a także w sztafecie 4 × 100 metrów, która biegła w składzie: Jewgienija Sieczenowa, Walentina Fokina, Elene Gokieli i Wasiljewa.
Zdobyła srebrny medal w skoku w dal na Akademickich Mistrzostwach Świata (UIE) w 1949 w Budapeszcie.
Była wicemistrzynią ZSRR w skoku w dal w 1948 oraz brązową medalistką w tej konkurencji w 1949.
Była rekordzistką ZSRR w sztafecie 4 × 100 metrów (czas 48,7 s osiągnięty 25 sierpnia 1946 w Oslo). Jej rekord życiowy w biegu na 80 metrów przez płotki wynosił 12,2 s, a w skoku w dal 5,76 m.